# Mabel and Fatty Viewing the World's Fair at San Francisco
Mabel and Fatty Viewing the World's Fair at San Francisco er en amerikansk stumfilm fra 1915 af Mabel Normand og Roscoe ‘Fatty’ Arbuckle.

## Medvirkende
- Roscoe 'Fatty' Arbuckle
- Mabel Normand
- Hank Mann
- James Rolph
- Mme. Ernestine Schumann-Heink